# Listă de prezentatori de televiziune din România
Aceasta este o listă de prezentatori de televiziune din România, notabili, ordonată alfabetic.

## B
- Mircea Badea
- Andrei Bădin [1]
- Andreea Berecleanu

- Cristiana Bota [2][3][4][5]

- Delia Budeanu
- Valentin Butnaru

## C
- Gabriela Cristea

## D
- Dana Deac [6][7][8]
- Răzvan Dumitrescu

## E
- Andreea Esca

## F
- Mihai Florea

## G
- Simona Gherghe [9]

## I
- Roxana Ionescu
- Cabral Ibacka

## M
- Iuliana Marciuc
- Andreea Marin
- Mihai Morar
- Marioara Murărescu
- Melania Medeleanu
- Lucian Mîndruță

## N
- Sanda Nicola [10][11][12]
- Dan Negru

## P
- Simona Pătruleasa [13][14][15][16]

- Adelina Pestrițu [17][18][19][20]
- Stela Popa
- Cosmin Prelipceanu

## R
- Mihaela Rădulescu
- Florin Ristei
- Mihai Rădulescu

## S
- Alessandra Stoicescu
- Alina Stancu

## T
- Cristian Tabără
- Teo Trandafir
- Radu Tudor
- Mihaela Tatu

## V
- Iulia Vântur